# Mudigere, Maddur
Mudigere là một làng thuộc tehsil Maddur, huyện Mandya, bang Karnataka, Ấn Độ.